# Populous (videojuego)
Populous es un videojuego de ordenador desarrollado por Bullfrog en 1989, lanzado inicialmente para Amiga y Atari ST y publicado por Electronic Arts. Fue portado más tarde a multitud de plataformas, como DOS, MacIntosh y PC Engine. Es considerado como el primer videojuego de simulación de dios. En 1991, Populous ganó el Premio Origin al Mejor Juego de Ordenador de Estrategia o Militar de 1990 al igual que el premio a Mejor Juego del Año de 1990 por parte de la revista estadounidense Video Games & Computer Entertainment. Fue el primer juego de la serie Populous, precediendo a Populous II y Populous: The Beginning.

## Juego
En "Populous", el jugador asume el rol de una deidad y debe dirigir a su pueblo con intervenciones divinas con el objetivo de destruir a los fieles de otros dioses. Existen dos tipos de acciones que el jugador puede llevar a cabo: la construcción de edificios para aldeanos y el reclutamiento de estos, elementos muy similares a otros videojuegos de estrategia en tiempo real modernos; e intervenciones divinas, principalmente desastres que se pueden lanzar contra los enemigos y modificaciones al terreno en favor de sus fieles. Una vez se destruye la civilización contraria en el primer mundo, el jugador puede continuar con 500 "nuevos" mundos a conquistar, o jugar mundos generados aleatoriamente.
El juego no sólo fue el primero en su género, sino que también fue uno de los primeros juegos en no seguir una historia lineal, dejando que el jugador moldee su aventura a medida que progresaba. También fue uno de los primeros juegos en utilizar la perspectiva isométrica y en tener un modo multijugador que permitía tener partidas entre jugadores utilizando distintos sistemas (un jugador en Amiga podía jugar por el método de conexión paralela con un jugador con PC Engine o DOS).

## Versiones
Populous fue lanzado inicialmente para el Atari ST y Amiga, pero poco tiempo después se publicaron versiones para DOS, Mac OS, PC Engine, SNES, Gameboy, Master System y Mega Drive, entre otros. También hubo dos expansiones para el juego, Populous: The Promise Lands y Populous: The Final Frontier. La primera incluía cinco nuevos tipos de terreno, mientras que la segunda añadía un nuevo tipo, exclusivo para el modo un jugador.

## Recepción
El juego fue bastante exitoso, recibiendo varios premios, además de ser el primero de una serie que incluye varias expansiones y dos nuevos títulos: Populous II: Trial of the Olympian Gods y Populous: The Beginning, además de ser considerado como uno de los más icónicos trabajos del desarrollador británico Peter Molyneux, quién más adelante trabajaría en el también popular Dungeon Keeper y la saga Fable.
Populous y su expansión, The Promised Land, recibieron una calificación de 5 sobre 5 por parte de la revista Dragon. De igual Manera, Biff Kritzen de Computer Gaming World, una defunta revista especializada en videojuegos para PC, dio buenas críticas al videojuego.
En 1990, fue nombrado como juego del año por las revistas Power Play y Video Games and Computer Entertainment, además de recibir varias otras distinciones en otras subcategorías. En la edición #156 de Computer Gaming World (edición especial del 15.º aniversario), el juego fue incluido en la lista de los 150 mejores juegos de PC de todos tiempos. De igual manera, Populous fue inducido al salón de la fama de los videojuegos de IGN en 2008.

## Otras versiones y secuelas
Además de las expansiones y los lanzamientos para varias plataformas de la época, el juego produjo dos secuelas, Populous II: Trials of the Olympian Gods, lanzado en 1991 para Atari ST, Amiga y DOS. Una tercera entrega de la serie llegó en 1998, Populous: The Beginning, el primero en tener gráficos 3D, utilizando una versión modificada del Magic Carpet Engine.
En 2008, una nueva versión del juego original fue lanzada para el Nintendo DS, publicada por Xseed Games y Rising Star Games. Esta versión permite al jugador realizar los cambios del terreno utilizando el Stylus del DS, además de tener un modo multijugador que soporta hasta cuatro personas.
Más recientemente, en el Game Developers Conference de 2011, Peter Molyneux anunció que se encontraba trabajando en un proyecto llamado FeedMe, que recrearía la versión original de Populous, haciendo posible jugarla en modo multijugador con 256 personas y con gráficas mejoradas. Este proyecto, sin embargo, indicó que era algo que se encontraba realizando en su tiempo libre y no con un objetivo comercial.
A principios de febrero de 2012 surgieron rumores de que una cuarta entrega de la serie sería lanzada para el año 2013.